# Rio Cachoeira (São Paulo)
O Rio Cachoeira é um rio brasileiro dos estados de São Paulo e Minas Gerais.
O rio Cachoeira nasce no estado de Minas Gerais e junta-se ao rio Atibainha para formar o rio Atibaia, próximo à tríplice divisa entre os municípios paulistas de Bom Jesus dos Perdões, Atibaia e Piracaia, à beira do entroncamento das rodovias D. Pedro I (SP-65) e Jan Antonin Bata (SP-36), também é represado formando a represa Cachoeira (sistema  cantareira).
O rio Cachoeira, que circunda o "Parque Ecológico Dr. Gilberto José Nogueira" de Piracaia, passa também pelos municípios de Bom Jesus dos Perdões e Joanópolis.
Em Joanópolis o rio tem uma queda denominada Cachoeira dos Pretos. A Cachoeira dos Pretos fica a 18 km do centro de Joanópolis. O acesso é fácil e bem sinalizado: são 18 km de estrada asfaltada. O local dispõe de estacionamentos e toda infra-estrutura para receber o turista.